# Goristsije
Goristsije (en georgiano: გორისციხე) es un pueblo en el norte de Georgia, ubicada en el norte de la región de Mtsjeta-Mtianeti y parte del municipio de Kazbegui.  

## Geografía
Goristsije está situada en la orilla izquierda del río Térek, al pie de la vertiente sureste de la montaña Tkarsheti y a 10 km de Stepantsminda. 

## Historia
Vajushti de Kartli se refiere a Goristsije con el nombre de "pueblo de Gori". En el pueblo se han conservado las ruinas de dos torres, una de las cuales se llama torre de Avasjaniant y la otra se llama la torre del Icono de Mamatsminda.

## Demografía
La evolución demográfica de Goristsije entre 1926 y 2014 fue la siguiente:
| 385                                             | 283 | 187 |
| (Fuente: Population of Georgia in Soviet times) |     |     |

Según el censo de 2014, los georgianos constituían el 97,3% de la población local.